# Mi történt az éjjel? (film, 2014)
A Mi történt az éjjel? (eredeti cím: About Last Night) 2014-ben bemutatott amerikai romantikus filmvígjáték, melyet Steve Pink rendezett. A főszereplőket Kevin Hart, Michael Ealy, Regina Hall és Joy Bryant játssza. Az 1986-os azonos című film remake-je; mindkét film az 1974-es Sexual Perversity in Chicago című darabjára épül, melyet David Mamet szerzett. Míg az eredeti film az Illinois állambeli Chicagóban játszódik, ez a feldolgozás Los Angelesben (Kalifornia). A filmet 2012 végén forgatták 13 millió dolláros költségvetéssel.
Premierjét a Pánafrikai Filmfesztiválon tartották 2014. február 11-én, a mozikban Valentin-napon, 2014. február 14-én mutatták be.
Általában pozitív értékeléseket kapott a kritikusoktól, a legtöbb kritikus dicsérte Hart és Hall humorát. A film 49 millió dollár bevételt hozott a jegypénztáraknál, ami a 13 millió dolláros költségvetésével szemben jó eredmény.

## Cselekmény
Danny üzletkötőként dolgozik az étteremellátó üzletben barátjával, a nőcsábász Bernie-vel. Bernie meghívja Dannyt egy dupla randira, ahol megismerkedik Debbie-vel, Joan barátnőjével, Bernie legújabb szexuális partnerével. Danny még mindig nem tette túl magát volt barátnőjén, Alisonon, de kapcsolatot kezd Debbie-vel. Danny és Debbie között hagyományosabb románc alakul ki, míg Bernie és Joan folyamatosan ellenséges viszonyban vannak egymással, és végül kölcsönösen véget vetnek kapcsolatuknak.
Néhány hónappal később Danny és Debbie összeköltöznek. Bernie rendszeresen gúnyolódik Danny kapcsolatán, azzal vádolva őt, hogy elpuhult és Debbie irányítása alatt áll. Danny és Debbie egyre gyakrabban kezdenek vitatkozni egymással különböző témákról, de különösen arról, hogy Danny láthatóan nem elkötelezett a kapcsolatuk iránt. Danny-t kirúgják a munkahelyéről, mert hitelt nyújtott a bártulajdonos Casey-nek, és Casey-nél kezd el dolgozni pultosként. Munka közben Dannyt meglepi Alison. Miután Alison túlságosan berúg és nem hajlandó hazamenni, Danny elviszi a lakásába, ahol Alison flörtöl vele. Ugyanezen az éjszakán az üzleti úton lévő Debbie-nek munkatársa és volt barátja, Steven szexuális ajánlatot tesz; de mindketten visszautasítják az exüket.
Egy szilveszteri bulin történt újabb veszekedés után Debbie szakít Dannyvel és elköltözik. Danny és Debbie továbbra is érzelmileg megviselt a kapcsolatuk miatt, és nehezen tudnak más emberekkel találkozni. Eközben Bernie és Joan újraélesztik kapcsolatukat, amely azon alapul, hogy kölcsönösen élvezik a másik ellenkezését. Danny felhívja Debbie-t abban a reményben, hogy találkozhat vele, de ő elutasítja. Bernie és Joan kapcsolata tovább erősödik, és végül oda vezet, hogy összeköltöznek, annak ellenére, hogy korábban mindketten lebeszélték Dannyt és Debbie-t az  összeköltözésről.
Miközben Danny sétáltatja a kutyát, amit ő és Debbie párként kapott, összefut Debbie-vel; a „véletlen” találkozást Bernie és Joan hozta össze. Beszélgetnek és megállapodnak abban, hogy adnak még egy esélyt a kapcsolatuknak.

## Szereplők
| Szerep        | Színész              | Magyar hang       |
| ------------- | -------------------- | ----------------- |
| Bernie        | Kevin Hart           | Horváth Illés     |
| Danny         | Michael Ealy         | Pál András        |
| Joan          | Regina Hall          | Peller Mariann    |
| Debbie        | Joy Bryant           | Bánfalvi Eszter   |
| Casey McNeil  | Christopher McDonald | Csankó Zoltán     |
| Steven Thaler | Adam Rodríguez       | Géczi Zoltán      |
| Ryan Keller   | Joe Lo Truglio       | Karácsonyi Zoltán |
| Alison        | Paula Patton         | Németh Borbála    |

## Fordítás
- Ez a szócikk részben vagy egészben  az   About Last Night (2014 film) című angol Wikipédia-szócikk fordításán alapul.  Az eredeti cikk szerkesztőit annak laptörténete sorolja fel. Ez a jelzés csupán a megfogalmazás eredetét és a szerzői jogokat jelzi, nem szolgál a cikkben szereplő információk forrásmegjelöléseként.